# An-Nasr
Pour les articles homonymes, voir An Nasr (homonymie).
An-Nasr  (arabe : سُورَةُ ٱلنَّصْرِ, français : Le Secours Divin) est le nom traditionnellement donné à la 110e sourate du Coran, le livre sacré de l'islam. Elle comporte 3 versets. Rédigée en arabe comme l'ensemble de l'œuvre religieuse, elle fut proclamée, selon la tradition musulmane, durant la période médinoise.

## Origine du nom
Bien que le titre ne fasse pas directement partie du texte coranique, la tradition musulmane a donné comme nom à cette sourate Le Secours Divin, en référence au contenu du premier verset : « 1. Quand le secours d’Allah
vient avec la victoire ».

## Historique
Il n'existe à ce jour pas de sources ou documents historiques permettant de s'assurer de l'ordre chronologique des sourates du Coran. Néanmoins selon une chronologie musulmane attribuée à Ǧaʿfar al-Ṣādiq (VIIIe siècle) et largement diffusée en 1924 sous l’autorité d’al-Azhar,, cette sourate occupe la 110e place. Elle aurait été proclamée pendant la période médinoise, c'est-à-dire schématiquement durant la seconde partie de la vie de Mahomet, après avoir quitté La Mecque. Contestée dès le XIXe par des recherches universitaires, cette chronologie a été revue par Nöldeke,, pour qui cette sourate est la 11e.
Les sourates de la fin du Coran sont généralement considérées comme appartenant aux plus anciennes. Elles se caractérisent par des particularités propres. Elles sont brèves, semblent issues de proclamations oraculaires (ce qui ne signifie pas, pour autant, qu’elles en sont des enregistrements), elles contiennent de nombreux hapax...
Pour Nöldeke et Schwally, la quasi-totalité des sourates 69 à 114 sont de la première période mecquoise. Neuwirth les classe en quatre groupes supposés être chronologiques. Bien que reconnaissant leur ancienneté, certains auteurs refusent de les qualifier de « mecquoise », car cela présuppose un contexte et une version de la genèse du corpus coranique qui n’est pas tranchée. Cette approche est spéculative.
En effet, ces textes ne sont pas une simple transcription sténographique de proclamation mais sont des textes écrits, souvent opaques, possédant des strates de composition et des réécritures Cela n’empêche pas ces sourates de fournir des éléments contextuels (comme l’attente d’une Fin des Temps imminente chez les partisans de Mahomet). Ces textes sont marqués par une forme de piété tributaire du christianisme oriental. 
Dans l'ordre chronologique traditionnel de la révélation coranique, cette sourate est considérée comme dernière.
Cette sourate pose la question de la méthodologie à adopter pour dater les sourates du Coran. Selon certains auteurs musulmans, cette sourate serait mecquoise. Nöldeke et Schwally réfute cette datation et considère qu’elle ne peut posséder qu’un contexte médinois. De nombreux exégètes musulmans considèrent qu’elle est la dernière sourate, proclamée lors de son « pèlerinage d’Adieu ». Bell la considère comme appartenant au début de la période médinoise.
De nombreux auteurs ont sous-estimé la dimension eschatologique de cette sourate.

## Contenu
Texte de la sourate An-Nasr en français (traduction de Muhammad Hamidullah) : 
Au nom d'Allah le Tout Miséricordieux, le Très Miséricordieux.
1. Lorsque vient le secours d'Allah ainsi que la victoire,
2. et que tu vois les gens entrer en foule dans la religion d'Allah,
3. alors, par la louange, célèbre la gloire de ton Seigneur et implore Son pardon. Car c'est Lui le grand Accueillant au repentir.

## Interprétations

### Versets 1-2: Annonce eschatologique
Le verset 1 commence par le terme idha, souvent utilisé dans le Coran pour introduire un texte apocalyptique. Cet usage se retrouve dans les textes bibliques comme le Livre d’Ézéchiel ou l’Évangile selon Marc mais aussi dans les homélies syriaques de Jacques de Saroug. Venant à la suite de ces textes, le Coran l’utilise aussi.
La formulation de cette sourate trouve des parallèles dans d’autres passages eschatologiques du Coran. Si elle n’évoque pas un cataclysme, deux termes sont utilisés : nasr Allah et al-Fath. Le premier, évoquant le secours divin, n’est utilisé, par le Coran, que dans ce contexte apocalyptique. Il est parfois associé au terme al-fath mais aussi à la "Bonne nouvelle" (bushra), en son sens néotestamentaire et eschatologique. L’idée du Salut divin se retrouve déjà dans l’Ancien et dans le Nouveau Testament. Pohlmann a repéré une proximité du texte coranique avec l’apocalypse syriaque de Baruch.
Le sens du terme al-fath, que l'on peut notamment retrouver précédemment dans la sourate 48, n’est pas non plus évident. Le mot a le sens d’ « ouverture » et, dans un contexte militaire, celui d’ouverture d’une ville. Ici, il prend le sens du mot guèze équivalent, celui de « jugement ». Ainsi, ce premier verset ne fait pas référence à une victoire de Mahomet mais au jugement eschatologique de Dieu.
Dans ce contexte, le mot din de la seconde sourate ne signifie pas « religion » mais « jugement », conformément aux termes syriaque ou pahlavi dont il dériverait.

Texte de la sourate (Coran datant de 1874)
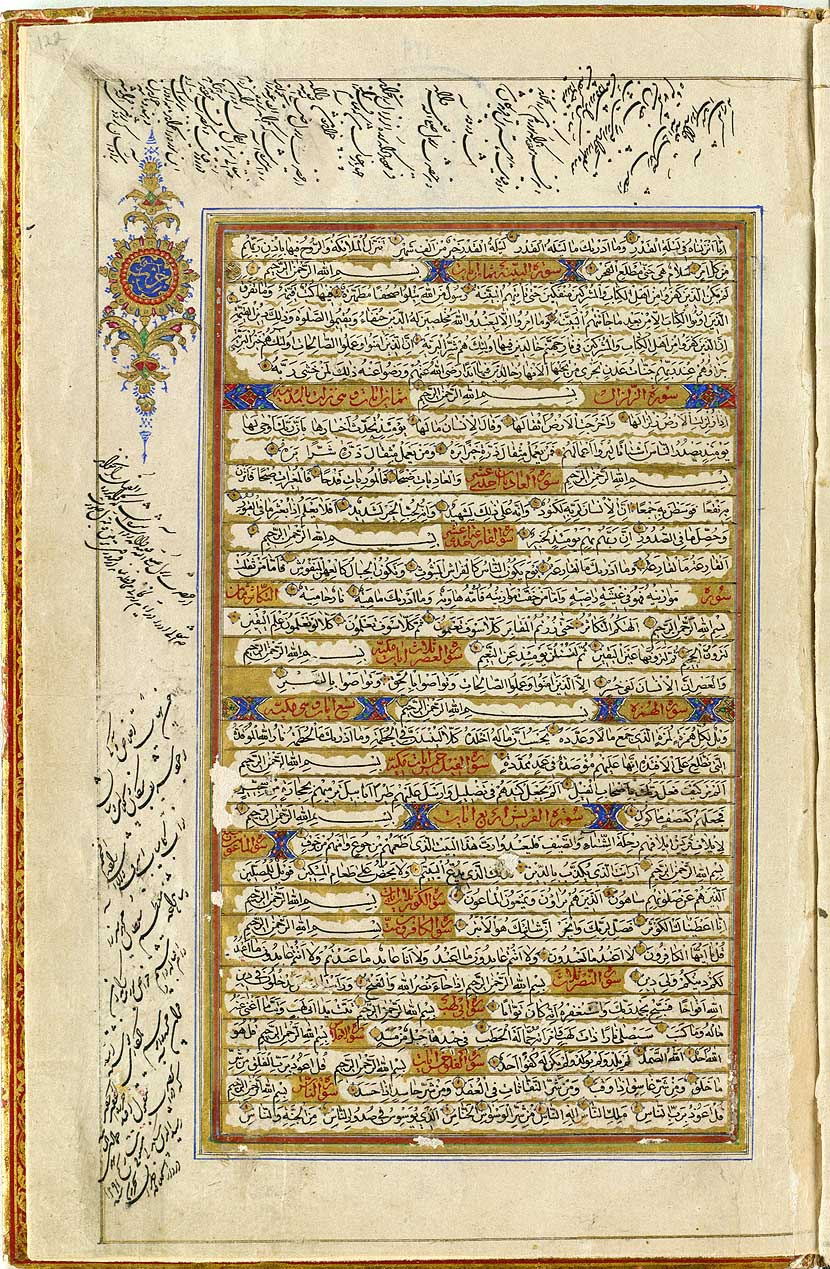